# ويليام ر. فولي
ويليام ر. فولي (بالإنجليزية: William R. Foley)‏ هو سياسي أمريكي، ولد في 11 مايو 1908، وتوفي في 17 يونيو 1988. حزبياً، نشط في Wisconsin Progressive Party ‏. وقد انتخب عضو جمعية ولاية ويسكونسن.